# 시바 왕국
시바 왕국(히브리어: שבא Šəḇā)은 구약성경과 꾸란에 등장하는 왕국이다. 특히 성경에 시바의 여왕이 등장한다.
아라비아반도 남쪽에 존재했던 사바 왕국이 성서 속의 시바 왕국과 같은 것으로 여겨졌었다. 성서의 시바 왕국이 아라비아 남부의 고대 셈족 계열의 사바라는 관점은 논쟁 중에 있다. 닐 애셔 실버먼과 이스라엘 핀켈스타인은 그점에 대해서 “사바 왕국은 기원전 8세기 이후에서야 번영을 하기 시작했다"하고 솔로몬과 시바 여왕의 이야기에 대해선 “시대에 맞지 않는 7세기의 유물 조각은 수익성 좋은 아랍 무역에 유다 왕국의 참여를 정당화시킨 것을 의미한다.”라고 저술했다. 대영박물관에선 시바 여왕에 대한 고고학적 증거는 없지만 그녀의 것으로 묘사되는 사바 왕국은 “남아라비아의 왕국들에서 가장 오래되고 중요한 왕국”이라 밝혔다. 케네스 키친은 수도를 마리브로 하는 왕국이 기원전 1200년에서 서기관의 275년까지 사이로 거슬러 올라간다고 보았다.

## 같이 보기
- 시바의 여왕
- 사바 왕국